# Тиміргаліна Шаріфа Тиміргазіївна
Шаріфа Тиміргазіївна Тиміргаліна (31 січня 1910, село Канзафарова Орського повіту Оренбурзької губернії, тепер Кунашацького району Челябінської області, Російська Федерація — розстріляна 26 лютого 1939, Москва) — радянська діячка, 1-й секретар Башкирського обкому ВЛКСМ, секретар ЦК ВЛКСМ. Член Бюро ЦК ВЛКСМ з 21 квітня 1936 по вересень 1938 року. Депутат Верховної Ради СРСР 1-го скликання (1937—1938).

## Біографія
Народилася в бідній селянській родині. З 1924 по 1929 рік виховувалася в дитячому будинку імені Леніна в місті Уфі, закінчила вісім класів. У 1925 році вступила до комсомолу.
У травні 1929 — серпні 1930 року — заступник голови, у серпні 1930 — квітні 1931 року — голова Башкирського обласного бюро юних піонерів. У квітні — вересні 1931 року — завідувач відділу культури і пропаганди Башкирського обласного комітету ВЛКСМ.
Член ВКП(б) з 1931 року.
У вересні — грудні 1931 року — 2-й секретар Башкирського обласного комітету ВЛКСМ.
У грудні 1931 — травні 1936 року — 1-й секретар Башкирського обласного комітету ВЛКСМ.
У 1936—1937 роках — заступник завідувача, завідувач відділу учнівської молоді ЦК ВЛКСМ у Москві.
У серпні 1937 — вересні 1938 року — секретар ЦК ВЛКСМ.
З вересня по листопад 1938 року — редактор сектору національної літератур «Дітвидаву».
29 листопада 1938 року заарештована органами НКВС. Виключена із ВКП(б). 26 лютого 1939 року засуджена Воєнною колегією Верховного суду СРСР до страти. Розстріляна того ж дня.
21 липня 1956 року реабілітована постановою Воєнною колегією Верховного суду СРСР, посмертно відновлена в КПРС.